# YouTube Music
YouTube Music ist ein Musikstreaming-Dienst der Plattform YouTube, seit 2015 entwickelt und veröffentlicht von YouTube, LLC, einer Tochtergesellschaft von Google LLC.

## Funktionen und Nutzung
Der Musikdienst bietet über eine Webpräsenz und die eigene mobile Applikation die Möglichkeit, Musik und Musikvideos über das Internet zu streamen. Der Zugriff erfolgt durch vordefinierte Genres, Wiedergabelisten und Empfehlungen über die Plattform YouTube. Der Service bietet neben einer kostenfreien Version Premiumfunktionen gegen Zahlung eines Entgelts an, mit der neben einer werbefreien Nutzung zusätzlich die Wiedergabe im Hintergrund und das Herunterladen von Songs für die Offline-Wiedergabe ermöglicht werden. Dieselben Vorteile werden Abonnenten von YouTube Premium angeboten.
YouTube Music löste Google Play Music im Laufe des Jahres 2020 ab, mit der Möglichkeit, die Mediatheken der Nutzer ohne Schwierigkeiten komplett zu übertragen.
YouTube Music ist in 95 Ländern und Territorien (Stand: Januar 2021) erhältlich, unter anderem Deutschland, Österreich und der Schweiz.

## Geschichte
Die YouTube Music App wurde im Oktober 2015 vorgestellt und im darauffolgenden Monat veröffentlicht. Die Veröffentlichung erfolgte zusammen mit der Vorstellung von YouTube Red, einem Abonnement, das für die gesamte YouTube-Plattform entwickelt wurde, einschließlich der Musik-App YouTube Music (ehemals YouTube Music Key). Die App gibt es neben dem bestehenden Abonnement für Google Play Music All Access, ist jedoch hauptsächlich an Benutzer gerichtet, die Musik über YouTube hören. YouTube Music war zu diesem Zeitpunkt nur in den USA benutzbar, kurz darauf auch in Australien und Neuseeland.
Am 17. Mai 2018 kündigte YouTube eine überarbeitete Version des YouTube-Musikdienstes an, mit einem web-basierten Desktop-Player und einer überarbeiteten mobilen App, die bessere Empfehlungen auf der Grundlage verschiedener Faktoren bieten soll. Darüber hinaus wurde YouTube Music zu einem separaten Abonnementdienst, der als direkter Konkurrent zu Apple Music und Spotify positioniert ist und werbefreies Streaming, Hintergrund- und Audio-Streaming sowie Herunterladen für die Offline-Wiedergabe von Musikinhalten auf YouTube bietet. Der Dienst soll weiterhin als Teil des vorhandenen YouTube-Premium-Dienstes (ehemals YouTube Red) und für Abonnenten von Google Play Music All Access verfügbar sein. Seit dem 5. Juni 2019 gibt es Rabatte für Schüler und Studenten.
Im September 2023 wurde bekanntgegeben, dass YouTube Music ab dem Jahr 2024 kostenlos als Plattform für Podcasts genutzt werden kann. Dafür wird Google Podcasts eingestellt. Die Nutzer von Google Podcast könnten ohne Datenverlust auf die neuen Funktionen von YouTube Music Podcast umziehen.

## Plattformen
Die YouTube Music App ist derzeit für Android- und iOS-Geräte verfügbar. Auch eine Web-Version steht zur Verfügung.
Außerdem wird eine Wiedergabe über Chromecast, über Roku und über den Google Home unterstützt.
Zudem ist eine Wiedergabe von YouTube Music über Xbox 360, Xbox One, Wii, PlayStation 3, PlayStation 4, Android TV, Apple TV und andere Smart-TVs verfügbar.

## Kritik
In den Kommentaren von der Vorstellung von YouTube Music, aber auch in den Appstore-Bewertungen wurde bemängelt, dass für die Hintergrund-Wiedergabe, die zuvor nicht verfügbar war, plötzlich Geld verlangt wird. Bei Konkurrenzprodukten, wie etwa Deezer oder Spotify, sei diese Funktion bereits in der kostenfreien Standardversion enthalten. Außerdem ist eine Synchronisation zwischen verschiedenen Wiedergabegeräten nur eingeschränkt möglich.
Derzeit wird die App im Apple Appstore mit 4,4 Sternen bewertet (Stand: 3. Mai 2021), im Google Play Store mit 4,3 Sternen (Stand: 14. September 2021).